# Роберт Граббс
Роберт Граббс (англ. Robert Howard Grubbs; нар. 27 лютого 1942, Поссум-Трот, Кентуккі, США — 19 грудня 2021) — американський вчений-хімік, лауреат Нобелівської премії з хімії за 2005 рік спільно з Річардом Шрок і Івом Шовеном з формулюванням «за внесок у розвиток методу метатезису в органічному синтезі».
Навчався університеті Флориди, де здобув ступінь бакалавра (1963 рік) та магістра (1965 рік). Докторську дисертацію захистив у Колумбійському університеті в 1968 році, згодом рік
стажувався в Стенфордському університеті.
З 1978 року в Каліфорнійському технологічному інституті. Професор.

## Нагороди та визнання
- 1989: Член Національної академії наук США
- 1994: Член Американської академії мистецтв і наук
- 1997: Золота медаль Нагої[ja]
- 1998: Лекція Едгара Фас Сміта, Пенсильванський університет
- 2000: Медаль Бенджаміна Франкліна з хімії
- 2001: Премія Герберта Брауна (англ. ACS Herbert C. Brown Award for Creative Research in Synthetic Methods)
- 2002: Премія імені Артура Коупа
- 2002: Медаль Толмана[en]
- 2003: Премія Тетраедр[en]
- 2004: Премія століття
- 2004: Bristol-Myers Squibb Award[en]
- 2005: почесний фелло Королівського хімічного товариства.
- 2005: Нобелівська премія з хімії (спільно з Річардом Шроком и Івом Шовеном)
- 2005: Золота медаль Пауля Каррера[en]
- 2009: Член Американського хімічного товариства
- 2010: Золота медаль Американського інституту хіміків[en]
- 2013: Член Національної академії винахідників[en]
- 2015: Введено до Залу слави винахідників Флориди[en]
- 2017: Премія Ремсена